# موتور پمپ بهارستان
موتور پمپ بهارستان یک منطقهٔ مسکونی در ایران است که در دهستان ارزوئیه واقع شده‌است. موتور پمپ بهارستان ۴۵ نفر جمعیت دارد.